# Laure Gauthier
Laure Gauthier est une écrivaine et poète française, née en 1972 à Courbevoie.

## Biographie
Laure Gauthier écrit des récits, des poèmes et des textes pour des œuvres multimédias. Elle a notamment publié la cité dolente en 2023, les corps caverneux en 2022, je neige (entre les mots de villon) en 2018 et kaspar de pierre en 2017.
Depuis 2013, elle publie dans de nombreuses revues en France (TESTE, Remue.net, Po&sie, Place de la Sorbonne, Sarrazine, L’Etrangère, La moitié du fourbi, Vacarme, COCKPIT voice recorder, etc.), en Italie (Atelier, Insula Europea, etc.), ou encore en Suisse (Cenobio), en Autriche (manuskripte), au Mexique (Ablucionistas, Círculo de poesía) et à Taïwan (Asymptote). Elle se produit par ailleurs régulièrement dans des lectures publiques en France et en Europe.
En 2024 elle publie aux Éditions Corti son premier roman, Mélusine reloaded, qui reçoit le Prix du premier roman en novembre de cette année.
Maîtresse de conférences en arts de la scène contemporaine, elle enseigne à l'Université de Reims Champagne-Ardenne.

## Analyse de l'œuvre

### Poésie

#### Voix et images
Dans ses livres, Laure Gauthier accorde une place particulière au statut de la voix qui permet de maintenir une tension entre une poésie sans sujet et une poésie incarnée. Dans kaspar de pierre, « l’individualité se néantise, l’écriture du Je laisse place au vide blanc de la page. L’auteur décentre la parole de kaspar vers la nôtre, vers notre écoute, pour créer un espace où vivre communément, où exister ensemble par le fait de parler (…) » (T. U. Comte, La Nouvelle Quinzaine littéraire).
Le travail sur la voix s’accompagne d’un renouvellement du statut de l’image poétique : l’image est une émergence, elle est le point de rencontre entre la sensation et l’idée, ce que Johan Faerber a appelé « l’image-idée » dans Diakritik à propos de je neige (entre les mots de villon). Cette question du statut de l'image poétique s'incarne aussi dans une pensée du renouvellement de l'ekphrasis.
On retrouve dans chacun des textes un poly-perspectivisme : pas de poésie strictement objective ni de focalisation sur le Moi, mais une incarnation éclatée, une polyphonie qui est un espace de vigilance. Si lyrisme il y a, c’est alors un lyrisme transsubjectif, qui permet de créer un écart vigilant entre les voix comme dans je neige (entre les mots de villon) où s’entrelacent « trois voix, peut-être quatre, celle de François Villon, des autres, de ses autres ».

#### Prose et poésie
Dans Le Monde, Didier Cahen évoque le travail de Laure Gauthier comme celui d’un « plasticien sonore », où « fusent des pulsations rythmées, un tempo afférent, des sens électrisés ».
Le plus souvent, les textes de Laure Gauthier alternent passages en prose, prose poétique et poèmes. Les poèmes émergent comme une blue note, à des moments de respiration du récit qui se structure, devient fluide ou au contraire se suspend en fonction de la menace extérieure.
L'écriture de Laure Gauthier se caractérise par sa mobilité, sa plasticité et sa force cinétique : la langue « sourd, pulse, jaillit, rit, illumine, se révolte pour enfin exister en soi et par soi ».

#### Faits divers et archives
Dans les textes poétiques de Laure Gauthier se pose toujours différemment la question de l’attaque en règle menée de l’extérieur, depuis la société capitaliste tardive, contre l’intime de l’individu et contre sa langue : l’ensevelissement sous les biens matériels, la complaisance envers la violence, le goût pour le sensationnel, ce qu’elle appelle la « fait-diversification » de la langue ou encore l’exotisme.
Les archives sont une source d’inspiration importante pour la poète. La cité dolente, par exemple, convoque des faits divers avérés ; kaspar de pierre est écrit à partir de l’histoire de l’orphelin Kaspar Hauser. Et je neige (entre les mots de villon), dialogue à la fois avec la biographie et l’œuvre de François Villon tout en les maintenant à distance.
Ces livres adoptent une position complexe face à l’archive : les archives sont à la fois « suspectées de vouloir restituer la vie. Comme si elles étaient une affirmation (…) alors que le poème n’entend être que suggestion ». Les récits s’appuient sur des documents, mais Laure Gauthier place le récit poétique en léger hors-champ des traces historiques « afin de laisser apercevoir ce qui sourd sous le document, ce qui est vivant et se cabre à côté des faits actés ».

### Poésie et musique
À partir de 2018, Laure Gauthier décide de faire un état des lieux des liens entre poésie et musique contemporaines pour la webrevue Remue.net avec la complicité de Sébastien Rongier. Elle plaide pour un dépassement des frontières entre poésie sonore et écrite ainsi que pour un dialogue renouvelé entre poésie et musiques contemporaines.
C’est en dialogue avec Philippe Langlois, directeur de la pédagogie et de l’action culturelle à l’Ircam, qu’elle met au point un séminaire « poésie et musique aujourd’hui » (2017-2020),. Après un siècle de crise du lyrisme, elle cherche à réarticuler autrement un dialogue entre compositeurs et poètes.

### Poésie multi- et transmédia
Son travail poétique sur l’énonciation et la polyphonie se poursuit par une collaboration avec des artistes contemporains, comme Fabien Lévy, Núria Giménez-Comas, ou encore Xu Yi. Laure Gauthier est à la recherche de nouvelles formes poétiques transmédiales où le poète est conçu comme co-auteur. « Nun hab’ ich nichts mehr », par exemple, est une pièce pour soprano coloratura, ensemble et électronique, avec une musique de Fabien Lévy. « Back into Nothingness » est un monodrame essentiellement parlé pour actrice-soprane, chœur et électronique, et musique de Núria Giménez-Comas. Les métamorphoses du serpent blanc, est un conte lyrique en six chants, musique de Xu Yi. En 2018, elle collabore avec Pedro García-Velásquez et Augustin Muller à partir de fragments de ses textes et de sa voix enregistrée à une installation sonore 3-D « Études de théâtre acoustique » qui a été présentée au ZKM de Karlsruhe. En 2022, elle conçoit, toujours en collaboration avec Pedro García-Velásquez et Augustin Muller, Remember the future, une installation poétique et sonore qui propose une sieste acoustique et pour laquelle elle écrit les textes et enregistre la voix. Créée le 24 mars 2022 à Cesaré-cncm, cette installation offre un voyage au travers de lieux perdus et d'espaces intimes pour tenter de faire émerger des images ensevelies en l'absence d'image réelle.

## Publications

### Livres de poésie
- Les Corps caverneux, Paris, LansKine, 2022[34]
- Éclectiques Cités, Paris, Acédie 58, 2021, 92 p.[35]
- je neige (entre les mots de villon), Paris, LansKine, 2018, 72 p[3].
- Kaspar de pierre, Bruxelles, La Lettre Volée, 2017, 52 p[4].
- La Cité dolente, Cirey-Sur-Blaise, Châtelet-Voltaire, 2015, 72 p[1].
- Marie weiss rot, marie blanc rouge, Sampzon, Delatour France, 2013, 230 p.[36]

### Livres traduits
- Kaspar aus stein, traduction de Andreas Unterweger, Edition Tannhäuser, 2021[37]
- kaspar di pietra, édition bilingue français / italien, Gabriella Serrone (trad.), Macabor, 2021[38]
- La città dolente, édition bilingue français / italien, Gabriella Serrone (trad.), Macabor, 2018[39]

### Romans
- Mélusine reloaded, Paris, Corti, 2024, 120p[40].

### Essais
- Laure Gauthier, D'un lyrisme l'autre, la création entre poésie et musique. Laure Gauthier en dialogue, Paris, MF, 2022[41]
- Jean-François Candoni & Laure Gauthier (dir), Les grands centres musicaux du monde germanique (XVIIe-XIXe s.), Paris, PUPS, 2014, 495 p[42].
- Laure Gauthier, L’opéra à Hambourg (1648-1728), Naissance d’un genre, essor d’une ville, Paris, PUPS, 2010, 459 p.[43]
- Laure Gauthier & Mélanie Traversier, Mélodies urbaines : la musique dans les villes d’Europe (XVIe – XIXe siècles), Paris, PUPS, 2008, 360 p[44].

### Textes pour des œuvres multimédias

#### Œuvres musicales
- Les métamorphoses du serpent blanc, musique de Xu Yi, création au CRR de Paris, 2020[32]
- Back into nothingness, monodrame essentiellement parlé pour actrice-soprano, chœur et électronique, musique Núria Giménez-Comas (production Grame cncm, coprod. Ircam, Spirito, Festival Archipel-Genève et TNP), créé au TNP les 16 et 17 mars 2018 (Biennale Musiques en scène) et le 24 mars 2018 au Festival Archipel à Genève[31]
- Nun hab’ ich nichts mehr, pièce pour soprano coloratura, ensemble et électronique, musique de Fabien Lévy, Berlin, éditions Ricordi[30], création au Teatro Regio di Parma le 13 octobre 2016[45], puis au Festival Eclat de Stuttgart le 5 février 2017[46]

#### Installations
- Remember the future, installation poétique et sonore pour diffusion 3D et instruments automates, conçue par Laure Gauthier, Pedro García-Velásquez et Augustin Muller, création le 24 mars 2022 à Cesaré-cncm[47]
- Commanderie (2019), for robotic arms, 3D sound installations and live concerts, Pedro García-Velásquez[48]
- Études de théâtre acoustique (2018), installation sonore 3-D de Pedro García-Velásquez et Augustin Muller, textes et voix de Laure Gauthier[33]
- La forêt blanche (2019), installation multimédia, texte et voix de Laure Gauthier, dispositif plastique de Sylvie Lobato, machines lumière de Laurent Bolognini, installation du son de Martin Saëz[49]

### Adaptations filmiques
- kaspar de pierre de Laure Gauthier, réalisation de Thierry De Mey, Eroica productions 2018, 25 minutes[50]

## Prix et distinctions
- 2018 : Prix Révélation de poésie de la Société des gens de lettres pour Kaspar de pierre[51]

### À propos deles corps caverneux(2022)
- Pierre Ménard, « En lisant en écrivant : lectures versatiles #51 », note de lecture Liminaire (consulté le 22 avril 2022).
- Alain Nicolas, « Laure Gauthier en route sur la voie caverneuse », note de lecture l'Humanité (consulté le 22 avril 2022).
- Adrien Meignan, « les corps caverneux », note de lecture pour « Un dernier livre avant la fin du monde » (consulté le 22 avril 2022).
- Christian Rosset, « les corps caverneux », note de lecture pour Diakritik (consulté le 22 avril 2022).
- Gilles Jallet, « les corps caverneux », note de lecture pour remue.net (consulté le 22 avril 2022).
- François Huglo, « les corps caverneux », note de lecture pour Sitaudis (consulté le 22 avril 2022).
- Georges Guillain, « ne rien laisser s’enfermer. Sur les corps caverneux de Laure Gauthier », note de lecture pour Les Découvreurs (consulté le 22 avril 2022).
- « les corps caverneux », note de lecture pour COCKPIT voice recorder (consulté le 22 avril 2022).
- Rémy Soual, « les corps caverneux », note de lecture pour Recours au Poème (consulté le 22 avril 2022).

### À propos deje neige (entre les mots de villon)(2018)
- Katia-Sofia Hakim, « je neige (entre les mots de villon) de Laure Gauthier », note de lecture Place de la Sorbonne, sur culture-sorbonne.fr/placedelasorbonne (consulté le 13 avril 2020).
- Isabelle Alentour, « je neige (entre les mots de villon) », note de lecture Poezibao, sur poezibao.typepad.com (consulté le 13 avril 2020).
- François Bordes, « Laure Gauthier, "Je neige (entre les mots de villon)" », Revue du Mauss permanente, sur www.journaldumauss.net (consulté le 13 avril 2020).
- Dominique Boudou, « je neige (entre les mots de villon) », note de lecture, sur Jacques Louvain (consulté le 13 avril 2020).
- Roland Cornthwaite, « Laure Gauthier », Gare Maritime, Anthologie de la Maison de la poésie de Nantes, p. 39-40, sur maisondelapoesie-nantes.com (consulté le 13 avril 2020).
- Georges Guillain, « je neige (entre les mots de villon). », Les Découvreurs, sur LES DÉCOUVREURS / éditions LD (consulté le 13 avril 2020).
- Pierre Maubé, « je neige (entre les mots de villon) », Place de la Sorbonne no 7, Presses de Sorbonne Université, p. 129-130, sur sup.sorbonne-universite.fr (consulté le 26 avril 2020).
- Angèle Paoli, « je neige (entre les mots de villon). Partir dans la langue pour se départir », Terres de femmes, sur Terres de femmes (consulté le 13 avril 2020).
- Christophe Stolowicki, « je neige (entre les mots de villon) », Libr-critique, sur www.t-pas-net.com/libr-critique (consulté le 13 avril 2020).

### À propos dekaspar de pierre(2017)
- Bernard Banoun, « kaspar de pierre », CCP, février 2018, sur cahiercritiquedepoesie.fr (consulté le 14 avril 2020).
- François Bordes, « kaspar de pierre », Secousses, no 23, novembre 2017, sur www.revue-secousse.fr (consulté le 14 avril 2020).
- Thibault Ulysse Comte, « Ce chemin vers rien de certain. Kaspar de pierre », La Nouvelle Quinzaine littéraire, no 1190, du 16 au 31 mars 2018, sur www.nouvelle-quinzaine-litteraire.fr (consulté le 13 avril 2020).
- Georges Guillain, « kaspar de pierre », Les découvreurs, décembre 2017, sur LES DÉCOUVREURS / éditions LD (consulté le 14 avril 2020).
- Katia-Sofia Hakim, « kaspar de pierre de Laure Gauthier », Place de la Sorbonne no 8, Presses de Sorbonne Université, 2018, p. 299-301, sur www.culture-sorbonne.fr/placedelasorbonne (consulté le 13 avril 2020).
- Tristan Hordé, « kaspar de pierre », Sitaudis, 10 juillet 2018, sur www.sitaudis.fr (consulté le 14 avril 2020).
- Isabelle Lévesque, « avec kaspar hauser ? », TdF, n°162, mai 2018, sur Terres de femmes (consulté le 14 avril 2020).
- Fabien Mellado, « kaspar de pierre », Revue Phoenix, printemps 2017, no 25, p. 148-149, sur www.revuephoenix.com (consulté le 14 avril 2020).
- Angèle Paoli, « Laure Gauthier. Kaspar de pierre. Ceci n’est pas de la poésie », Terres de femmes, 18 octobre 2017, sur Terres de femmes (consulté le 14 avril 2020).
- Claire Tencin, « kaspar de pierre », Art Press, février 2018, no 452, p. 82, sur www.pressreader.com (consulté le 14 avril 2020).
- Florence Trocmé, « kaspar de pierre », Poezibao, 9 octobre 2017, sur Poezibao (consulté le 14 avril 2020).
- Sanda Voïca, « kaspar de pierre », La cause littéraire, 26 février 2018, sur www.lacauselitteraire.fr (consulté le 14 avril 2020).

### À propos deLa cité dolente(2015-2023)
- Rodolphe Perez, « Laure Gauthier : le corps au temps », note de lecture, sur Zone critique, 24 mars 2023 (consulté le 19 avril 2023).
- Christian Rosset, « À la frontière (8) – poésie etc. », note de lecture, sur Diakritik, 15 mars 2023 (consulté le 19 avril 2023).
- Jean-Paul Gavard-Perret, « Laure Gauthier, du début à la fin », note de lecture, sur Critiques libres, 11 mars 2023 (consulté le 19 avril 2023).
- François Huglo, « la cité dolente », note de lecture, sur Sitaudis, 6 mars 2023 (consulté le 19 avril 2023).
- Yves Boudier, « la cité dolente », note de lecture, sur Poesibao, 27 février 2023 (consulté le 19 avril 2023).
- Dominique Boudou, « la cité dolente », note de lecture, sur Jacques Louvain, 22 novembre 2016 (consulté le 14 avril 2020).
- Pascal Boulanger, « la cité dolente », Sitaudis, sur www.sitaudis.fr, 11 octobre 2015 (consulté le 14 avril 2020).
- Laurent Cassagnau, « la cité dolente », Revue Europe (93e année, no 1038, octobre 2015), p. 318-320, sur www.europe-revue.net, dl 2015, cop. 20151 (consulté le 14 avril 2020).
- Thibault Ulysse Comte, « La fraîcheur d’un souffle », Revue Regain, sur www.edtions-sorbonne.fr, 8 octobre 2015 (consulté le 14 avril 2020).
- (it) Elio Grasso, « la città dolente », « La dimora del tempo sospeso », sur La dimora del tempo sospeso, 16 juillet 2018 (consulté le 14 avril 2020).
- (it) Claudio Morandini, « la città dolente », Diacritica, sur diacritica.it, 25 avril 2018 (consulté le 14 avril 2020).
- (it) Luigia Sorrentino, « la città dolente », Poesia, sur Poesia, di Luigia Sorrentino, 25 septembre 2015 (consulté le 14 avril 2020).
- Claire Tencin, « la cité dolente », Poezibao, sur Poezibao, 5 mars 2018 (consulté le 14 avril 2020).
- (it) Bonifacio Vicenzi, « il disagio di vivere nell’opera di Laure Gauthier », Su il Sogno di Orez, sur IL SOGNO DI OREZ, domenica 6 settembre 2015 (consulté le 14 avril 2020).

### À propos demarie weiss rot,marie blanc rouge(2013)
- Yves Boudier, « Note de Yves Boudier sur « marie weiss rot / marie blanc rouge » », Cahier Critique de Poésie (CCP) 28, octobre 2014, p. 102, publié par le Centre International de Poésie de Marseille, sur cipmarseille.fr, 1er octobre 2014 (consulté le 14 avril 2020).
- Laurent Cassagnau, « Ecrire, traduire (contre) l’origine. En lisant, en traduisant marie weiss rot / marie blanc rouge de Laure Gauthier », La Main de Thôt, no 2, traduction, plurilinguisme et langues, sur revues.univ-tlse2.fr (consulté le 14 avril 2020).
- (de) Andreas Unterweger, « Übersetzen. Schreiben. Lesen. Zu Laure Gauthier : marie weiss rot / marie blanc rouge », Manuskripte, Heft 206, sur Andreas Unterweger, 4 décembre 2014 (consulté le 14 avril 2020).